# Philip Francis (homme politique)
Philip Francis (22 octobre 1740 - 23 décembre 1818) est un homme politique et pamphlétaire britannique d'origine irlandaise, qui serait l'auteur des Lettres de Junius et le principal antagoniste de Warren Hastings. Ses accusations contre ce dernier conduisent à la destitution de Warren Hastings et d'Elie Eley par le Parlement. Il appartient au parti Whig.

## Jeunesse
Né à Dublin, il est le fils unique de Philip Francis (c. 1708-1773), une célébrité littéraire de son temps, connu par ses traductions de Horace, Eschine et Démosthène. Il reçoit les rudiments d'une excellente éducation dans une école gratuite à Dublin, et a ensuite passé un an ou deux (1751-1752) sous le toit de son père à Skeyton Rectory, Norfolk et ailleurs, et pendant une courte période, il a eu Edward Gibbon comme camarade de classe. En mars 1753, il entre à l'école St Paul, à Londres, où il reste trois ans et demi, acquérant une bonne culture classique.
En 1756, immédiatement après sa sortie de l'école, il est nommé à un poste junior au secrétariat d'État par Henry Fox, avec la famille duquel le Dr Francis est à cette époque en très bons termes; et il conserve ce poste sous l'administration suivante. En 1758, il est employé comme secrétaire du général Bligh dans l'expédition contre Cherbourg ; et au même titre, il accompagne Thomas Hay (9e comte de Kinnoull) dans son ambassade spéciale à la cour du Portugal en 1760.

## Entrée en politique
En 1761, il est personnellement connu de William Pitt l'Ancien qui, reconnaissant sa capacité et sa discrétion, utilise ses services comme amanuensis privé de temps en temps. En 1762, il est nommé à un poste au bureau de la guerre, où il noue une amitié chaleureuse avec Christopher D'Oyly, secrétaire adjoint à la guerre, dont la révocation de ses fonctions en 1772 est vivement ressentie par Junius. Le 27 février 1762, il épouse Elizabeth Macrabie, la fille d'un marchand de Londres à la retraite. Sa fille, Catherine Francis (décédée le 11 septembre 1823) épouse George James Cholmondeley (né le 22 février 1752, décédé le 5 novembre 1830) .
Ses fonctions officielles l'amènent à entrer en relation directe avec de nombreux connaisseurs de la politique de l'époque. En 1763, les grandes questions constitutionnelles soulevées par l'arrestation de Wilkes commencent à être examinées de manière approfondie. Il est naturel que Francis, qui a très tôt pris l'habitude d'écrire occasionnellement aux journaux, ait hâte de prendre une part active à la discussion, bien que sa position en tant que fonctionnaire l'oblige à avancer masqué.

## Carrière politique

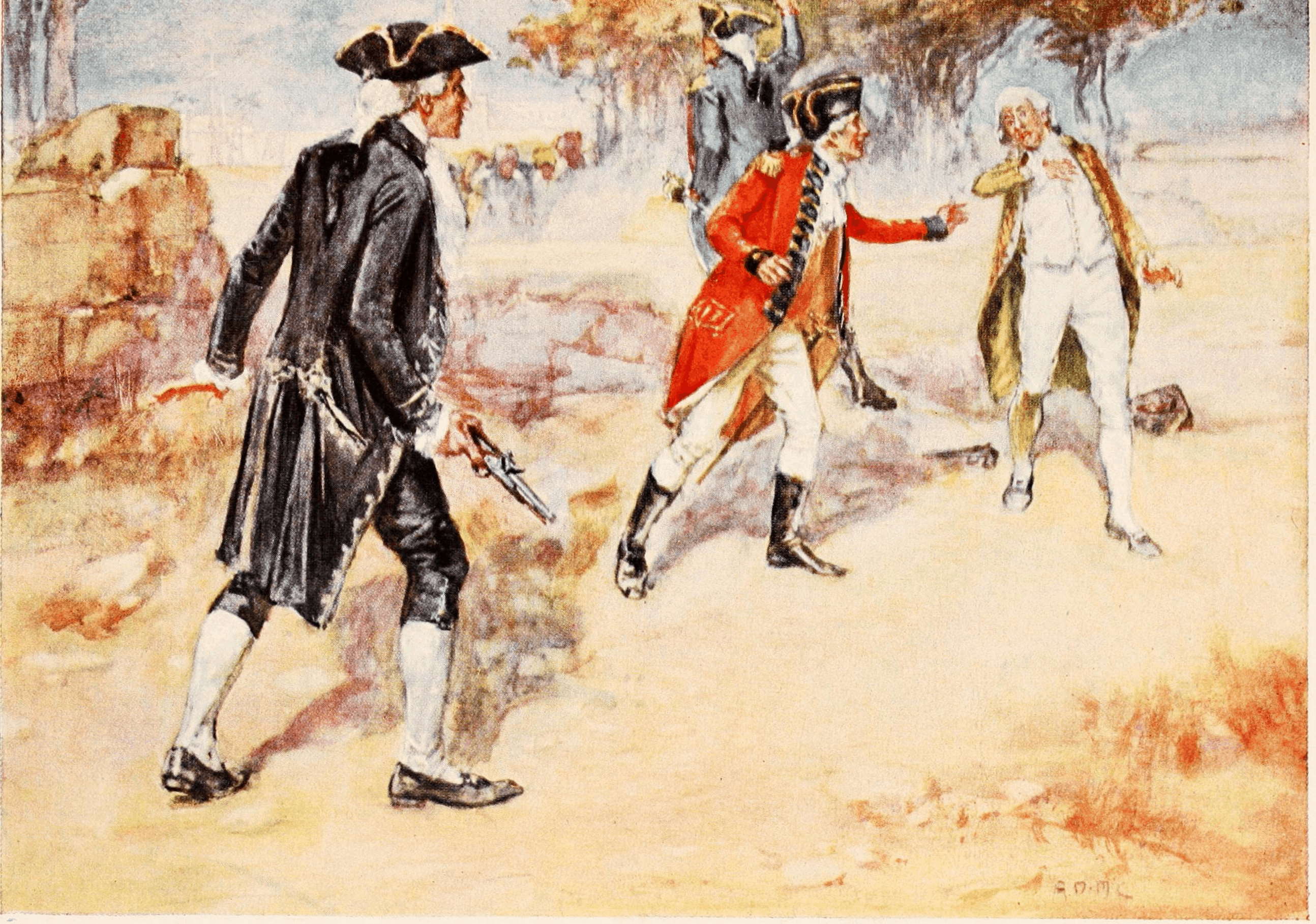
Duel entre Warren Hastings et Philip Francis.

Il est connu pour avoir écrit au livre public et à l'annonceur public, en tant que défenseur de la cause populaire, à de nombreuses reprises vers et après l'année 1763; il assiste fréquemment aux débats dans les deux chambres du Parlement, en particulier lorsque des questions américaines sont discutées; et entre 1769 et 1771, il est également connu pour avoir été favorable au projet de renversement du gouvernement Grafton et par la suite de celui de Lord North, et pour avoir poussé Lord Chatham au pouvoir. En janvier 1769, la première des lettres de Junius paraît et la série se poursuit jusqu'au 21 janvier 1772. Elles sont précédés par d'autres sous des signatures telles que "Candor", "Père de Candor", " Anti-Sejanus ", "Lucius" et "Nemesis".
La paternité des lettres est attribuée à Francis pour diverses raisons, notamment une analyse assistée par ordinateur des textes de Junius dans les années 1960. La comparaison des modèles stylistiques des lettres avec les écrits de la période permet de tirer une conclusion statistique raisonnable selon laquelle Francis est de loin l'auteur le plus probable. Certains éléments de preuve à l'appui de la revendication de Philip Francis sont donnés dans l'histoire de l'Angleterre de Macaulay dans laquelle Macaulay mentionne la référence probable à Henry Luttrell, qui, bien qu'obscur pour les Britanniques des années 1770, aurait été bien connu des Irlandais et en particulier à Philip Francis qui a passé la première partie de sa vie près de Luttrellstown.
En mars 1772, Francis quitte finalement le ministère de guerre et, en juillet de la même année, il quitte l'Angleterre pour une tournée à travers la France, l'Allemagne et l'Italie, qui dure jusqu'en décembre suivant. À son retour, il envisage d'émigrer en Nouvelle-Angleterre quand, en juin 1773, Lord North, sur la recommandation de Lord Barrington, le nomme membre du conseil suprême du Bengale nouvellement constitué avec un salaire de 10000 livres par an. Avec ses collègues Monson et Clavering, il arrive à Calcutta en octobre 1774 et une longue lutte avec Warren Hastings, le gouverneur général, commence immédiatement. Ces trois, probablement motivés par de petits motifs personnels, se sont combinés pour former la majorité du conseil en harcelant l'opposition à la politique du gouverneur général; et ils l'ont même accusé de corruption, principalement sur la preuve de Nuncomar.
La mort de Monson en 1776 et de Clavering l'année suivante rend Hastings à nouveau dominant dans le conseil. Mais un différend avec Francis, plus que d'habitude aigri, conduit en août 1780 à une minute remise au conseil par Hastings, dans laquelle il déclare qu'il juge de la conduite publique de M. Francis avec diverses affaires que François a eues pendant son séjour à Calcutta, dont une avec Catherine Grand. Un duel en a résulté, dans lequel Francis a reçu une blessure dangereuse. Bien que son rétablissement ait été rapide et complet, il n'a pas choisi de prolonger son séjour à l'étranger. Il est arrivé en Angleterre en octobre 1781 et a été reçu avec peu de faveur.
On sait peu de choses sur la nature de ses occupations au cours des deux années suivantes, si ce n'est qu'il faisait tous ses efforts pour obtenir d'abord le rappel, puis la destitution, de son adversaire jusque-là triomphant. En 1783, Fox présente son projet de loi sur l'Inde, qui conduit au renversement du gouvernement de coalition. En 1784, Francis est élu à la Chambre des communes comme député de l'arrondissement de Yarmouth, île de Wight ; et bien qu'il ait profité de l'occasion pour démentir tout sentiment d'animosité personnelle envers Hastings, cela ne l'a pas empêché, au retour de ce dernier en 1785, de faire tout ce qui était en son pouvoir pour avancer et soutenir les accusations qui ont finalement conduit à la destitution de 1787. Bien qu'exclu par une majorité de la Chambre des communes de la liste des administrateurs de cette destitution, Francis n'en fut pas moins son promoteur le plus énergique, fournissant à ses amis Edmund Burke et Richard Sheridan tout le matériel nécessaire à leurs éloquentes oraisons et à leurs invectives brûlantes.
Aux élections générales de 1790, il devient député de Bletchingley. Il sympathise chaleureusement et activement avec les doctrines révolutionnaires françaises, répondant à la dénonciation véhémente de Burke. En 1793, il appuie la motion de Charles Grey (2e comte Grey) pour un retour à l'ancien système constitutionnel de représentation et obtient ainsi d'être considéré comme l'un des premiers promoteurs de la cause de la réforme parlementaire; et il est l'un des fondateurs de la Société des amis du peuple.

## Fin de carrière
L'acquittement de Hastings en avril 1795 déçoit Francis et, en 1798, il doit se soumettre à la mortification supplémentaire d'une défaite aux élections générales. Il est réélu une fois de plus, cependant, en 1802, quand il siège pour Appleby, et il semble que les grandes ambitions de sa vie sont sur le point de se réaliser lorsque le parti Whig arrive au pouvoir en 1806. Sa déception est grande lorsque le poste de gouverneur général est, en raison des exigences du parti, conféré à Gilbert Elliot (Lord Minto); il décline, dit-on, peu de temps après le gouvernement du Cap, mais accepte l'Ordre du Bain. Bien que réélu pour Appleby en 1806, il échoue à obtenir un siège l'année suivante.
Parmi les productions ultérieures de sa plume figurent, outre le Plan de réforme de l'élection de la Chambre des communes, des brochures intitulées : 
- Délibérations de la Chambre des communes sur la traite des esclaves (1796),
- Réflexions sur l'abondance du papier en circulation et la rareté des espèces (1810),
- Questions historiques exposées (1818) et une
- Lettre à Earl Gray sur la politique de la Grande-Bretagne et des alliés envers la Norvège (1814).

Sa première épouse, dont il a six enfants, est décédée en 1806 et en 1814, il se remarie avec Emma Watkins, qui lui a longtemps survécu et qui a laissé de volumineux manuscrits relatifs à sa biographie.